# Armadillidium kalamium
Armadillidium kalamium är en kräftdjursart som beskrevs av Hans Strouhal 1956. Armadillidium kalamium ingår i släktet Armadillidium och familjen klotgråsuggor. Inga underarter finns listade i Catalogue of Life.